# Svartesjö (Torpa socken, Sunnerbo, Småland)
Svartesjö är en sjö i Ljungby kommun i Småland och ingår i Lagans huvudavrinningsområde.